# Jak se krotí krokodýli
Jak se krotí krokodýli (en inglés, Taming Crocodiles) es una película checa de comedia familiar dirigida y escrita por Marie Poledňáková y estrenada en 2006. Narra sobre las relaciones familiares y la idea principal es que nadie quiere quedarse solo. El reparto está formado por actores checos profesionales. Está protagonizada por Miroslav Etzler en el papel de Luboš, un padre y paramédico, Ingrid Timková interpretando a Anna, la esposa de Luboš, y Tomáš Peč en el papel de Vítek Koudelka, un chico que tiene dos madres y dos padres y es amigo de la hija de Luboš y Anna. En la película hay mucho más actores y actrices.
Esta película fue nominada al Premio León Checo al Mejor Sonido en 2006. Los Premios León Checo son premios anuales que reconocen los logros en el cine y la televisión. Es el premio más alto de logros en el cine otorgado en la República Checa. En 2006, Jak se krotí krokodýli fue la película más popular en los cines checos.

## Argumento
Luboš es paramédico en los Alpes, por lo cual no tiene mucho tiempo para su familia dado que regresa a casa solo una vez al mes. Tiene una hija, Amálka, y esposa Anna que está enojada con él porque tiene poco tiempo para ellas. Amálka va a irse de viaje escolar en unos días, y la maestra de la escuela dijo que les faltaría un paramédico durante los primeros tres días. Así pues, Luboš se ofrece como paramédico y se va de viaje con la clase. Los niños y los maestros se enamorán de él. En la clase también hay Vítek, un niño muy amable, que es amigo de Amálka. Sin embargo, Vítek no lo tiene fácil en casa, tiene dos madres y dos padres y, aun así, nadie se preocupa por él. Mientras todos los niños reciben cartaa de sus padres, Vítek no recibe ninguna y llora por laa noche. Anna, la esposa de Luboš, empieza a creer que Luboš tiene una aventura con la profesora Alice, aunque no es verdad. Comienzan a discutir y Anna quiere divorciarse. Cuando Luboš y Amálka regresan de un viaje, Vítek empieza a pasar mucho tiempo en su casa, ya que sus padres no tienen tiempo para él. Luboš y Anna se reconcilian, Luboš renuncia al trabajo en los Alpes y regresa a la República Checa. Vuelven a ser una familia feliz y Vítek pasa la mayoría parte de su tiempo con ellos.

## Reparto
- Miroslav Etzler como Luboš
- Ingrid Timková como Anna
- Žofie Tesařová como Amálka
- Tomáš Peč como Vítek
- Jiří Mádl
- Václav Postránecký
- Eva Holubová
- Barbora Štěpánová
- Jitka Schneiderová
- Naďa Konvalinková
- Jaroslava Kretschmerová
- Tereza Duchková
- Sabina Laurinová
- Daniel Nekonečný
- Josef Vojtek[6]

## Producción
La película comenzó a filmarse en mayo de 2005 y el téma de la película se basa en el libro del director Jak Anděla dostala anděla.

### Rodaje
La película se rodó en dos lugares – en Praga y en los Altos Tatras. Fue retransmitido en la República Checa y Eslovaquia.
La película fue vista en los cines por más de 620.000 espectadores y los ingresos superaron los 50 millones de coronas.
El rodaje en los Tatras fue complicado, porque dos semanas antes de la llegada del personal, cayó tanta nieve que las carreteras quedaron intransitables para los coches. Afortunadamente, la nieve se derritió al menos un poco.
El actor infantil Tomáš Peč, que interpretó brillantemente el papel de Vítek en la película, no siguió actuando después del rodaje. En cambio, comenzó un deporte de esquí profesional llamado freeski.

### Banda sonora
La música de la película fue compuesta por Petr Malásek. También se utilizó música de Peter Ilyich Chaskovsky de Swan Lake, los compositores Antonín Dvořák y Maurice Ravel. La música fue grabada por la Orquesta Sinfónica de Estudio de Praga, Petr Malásek, Ivan Korený, Pavel "Bady" Zbořil y Onšovanka.

## Estreno
Jak se krotí krokodýli tuvo su estreno el 12 de enero de 2006 en los cines checos. La directora Marie Poledňáková regreso a las pantallas después de una pausa creativa de dieciséis años.

## Recepción
La película se estrenó en marzo con 2,2 millones de espectadores. La película es adecuada para toda la familia y entretendrá tanto a niños como a adultos, razón por la cual en 2006 se mantuvo en el primer lugar como la película más visitada en los cines checos.

### Respuesta de la crítica
La película se estrenó en marzo con 2,2 millones de espectadores. La película es adecuada para toda la familia y entretendrá tanto a niños como a adultos, razón por la cual en 2006 se mantuvo en el primer lugar como la película más visitada en los cines checos.
Jak se krotí krokodýli ha recibido críticas no muy positivas de los profesionales. La página FDb.cz le ha otorgado un índice de aprobación del 58.8% y la página CSFD.cz solo 37%. Los críticos de la película dicen que no es graciosa y que muchas partes no tienen vida. 
Sin embargo, esta es una película muy popular entre los espectadores, como lo demuestra la cantidad de espectadores que vieron la película en los cines. Es una comedia relajante y sencilla.

## Premios
Esta película ganó el premio a la mejor película con motivo del 5. aniversario de los Premios ELSA TV. La película recibió el Premio del Público de la Academia Checa de Cine y Televisión al programa del año según la encuesta oficial de audiencia en la categoría de obras dramáticas originales.
Jak se krotí krokodýli fue nominada al Prémio León Checo al Mejor Sonido en 2006.